# Żaglowiec wysoki
Żaglowiec wysoki, żaglowiec z Orinoko, skalar wysoki (Pterophyllum altum) nazywany też olbrzymim lub właściwym – gatunek słodkowodnej ryby z rodziny pielęgnicowatych (Cichlidae).

## Występowanie
Dorzecze Orinoko

## Charakterystyka
Ryba stadna, dość płochliwa. Może być trzymana z innymi spokojnymi gatunkami. Dorasta do 18 cm długości, wysokość 15–40 cm rozpiętości płetw grzbietowej i odbytowej.

## Warunki w akwarium
| Zalecane warunki w akwarium | Zalecane warunki w akwarium                                                                                              |
| --------------------------- | --- |
| Zbiornik                    | duży |
| Temperatura wody            | 23–27°C |
| Twardość wody               | miękka 2–8°n |
| Skala pH                    | 5,5–6,8 |
| Pokarm                      | rozwielitka, larwy komarów, larwy ochotkowatych, artemia salina, pokarmy płatkowane, serce wołowe i narybek drobnych ryb |
| Uwagi                       | woda dobrze napowietrzana i filtrowana                                                                                   |

## Wymagania hodowlane
Powinny być pielęgnowane w dużych zbiornikach, powyżej 400 litrów, o wysokości co najmniej 60 cm i długości co najmniej 120 cm, w stadzie składającym się z kilku do kilkunastu ryb tej samej wielkości. Potrzebują dużo wolnej przestrzeni do pływania.
Podłoże ciemne, gęsto obsadzone roślinami o wysokich łodygach np. nurzańcami (Vallisneria).

## Rozmnażanie
Dość trudne (może to być skutek małej popularności tej ryby i niedostatku wiedzy na jej temat).